# Nerija (Vorname)
Nerija ist je nach Herkunft ein männlicher oder weiblicher Vorname.

## Herkunft und Bedeutung

### Litauischer Vorname
Im Litauischen ist Nerija ein weiblicher Vorname. Möglicherweise leitet er sich vom altpreußischen Wort neria ‚(unter-)tauchen‘ ab, diese Herleitung ist jedoch nicht gesichert.

### Hebräischer Vorname
Im Hebräischen ist נֵרִיָּה nērijā ein geschlechtsneutraler Name, der aber überwiegend an Jungen vergeben wird. Er setzt sich aus den Wörtern נֵר nēr „Lampe“, „Leuchte“ und dem Gottesnamen יהוה jhwh zusammen und bedeutet: „der Herr ist (meine) Leuchte“.

## Verbreitung
Im Jahr 2020 belegte Nerija in Israel Rang 67 der beliebtesten Jungennamen und stieg damit gegenüber dem Vorjahr um 5 Plätze auf.

## Varianten
Der hebräische Name נֵרִיָּה nērijā lässt sich neben Nerija auch mit Nerijah und Neriyah transkribieren. Weitere Varianten des Namens lauten:
- Englisch: Neriah
- Französisch: Nériya, Nérija
- Italienisch: Neria
- Niederländisch: Neria
- Portugiesisch: Nerias
- Rumänisch: Neria
- Schwedisch: Neria
- Spanisch: Nerías
- Tschechisch: Neriáš
- Ungarisch: Néria

## Namensträger

### Weibliche Namensträger
- Nerija Putinaitė (*  1971),  Philosophin und Politikerin, stellvertretende litauische Bildungs- und Wissenschaftsministerin
- Nerija Stasiulienė (* 1972), Verwaltungsjuristin und Gesundheitspolitikerin, Vizeministerin

### Männliche Namensträger
- Mosche Zvi Nerija (1913–1995), israelischer Rabbiner